# Backa-Hosjö AB
Backa-Hosjö AB var tidigare ett skogsindustribolag med verksamhet från 1909 främst i Sparreholm med Sparreholms Sågverk, samt i Vrena med Vrena plattfabrik. 
Bolaget bildades 1877 i Rättvik under namnet Nittsjö Tegelverks AB. Efter en brand återupptogs verksamheten i slutet av 1896, då under namnet AB Nittsjö tegelverk. År 1903 byttes namnet ut till Backa-Hosjö AB. 
År 1905 börjades verksamhet i Södermanland då Hålbonäs inköptes och året därpå anlades en såg där, som drevs till 1911 då den lades ned. År 1909 inköpte bolaget i stället ångsågen i Sparreholm, och inköpte efterhand fler gårdar, och var på 1940-talet ägare till ett 50-tal egendomar runt om i Södermanland.
Sedan all skog avverkats, såldes Hålbonäs 1915. Antalet arbetare inom bolaget uppgick 1946 till cirka 170 personer. Årstillverkningen låg på omkring 4 000 standards sågade och 4 000 standards hyvlade trävaror samt 4,5 miljoner tegelvaror. Aktiekapitalet var samma år 2 925 000 kr. Till bolaget hörde även cirka 10 000 hektar skog. 
Holmens Bruks och Fabriks AB köpte Backa-Hosjö 1943, och bolaget kom att kvarstå som ett dotterbolag i ytterligare ett par år innan verksamheten inordnades i moderbolaget.